# Frédéric François Guillaume de Vaudoncourt
Pour les articles homonymes, voir Guillaume.
Fréderic-François Guillaume (dit Guillaume de Vaudoncourt), est un général, écrivain et historien militaire français, né le 24 septembre 1772 à Vienne (archiduché d'Autriche), mort le 2 mai 1845 à Passy, près de Paris. Après avoir servi la République, puis l’Empire dans l’armée du royaume d’Italie (1805-1814), il s’engagea avec énergie dans les révolutions libérales européennes, notamment dans celle du Piémont où il commanda en chef l’armée constitutionnelle (1821), puis en Espagne où il tenta une insurrection contre l’armée royale française.

## Biographie
Frédéric Guillaume reçoit une instruction scientifique et littéraire des plus solides. Il entre à seize ans dans les bureaux du comité supérieur de la guerre. Renvoyé en 1789 dans ses foyers, il complète son éducation et se fait recevoir maître es arts en 1790. Enrôlé volontaire au premier bataillon de la Moselle avec le grade de lieutenant le 19 septembre 1791, il passe en 1792 dans un corps franc, placé sous les ordres de son père, qui lui en donne le commandement en second. Il fait ses premières armes dans la défense de Thionville, et sa conduite y est si brillante que les habitants de Metz lui décernent une couronne civique. 

### Armée du Rhin
Au commencement de 1793, le corps franc est envoyé à l’armée du Rhin commandée par Custine. Frédéric Guillaume en prend le commandement, son père ayant été fait général. En juin, il culbute devant Deux-Ponts les avant-postes ennemis de la division Hohenlohe. Attaché au corps des Vosges, il assiste au combat de Pirmasens le 14 septembre, et est fait prisonnier après avoir reçu six blessures. Revenu de captivité en avril 1795, il rejoint l'Armée de Rhin-et-Moselle qui bloque Mayence et sauve à la levée du siège douze bouches à feu. En 1796, il part servir en Italie comme aide de camp de son père. 

### Campagnes en Italie
Ayant attiré, par quelques faits d'armes brillants, l'attention de Bonaparte, il est nommé major le 10 septembre 1797, avec la mission d'organiser l'artillerie de la république cisalpine. Après des prodiges de zèle et d'activité, en dix-huit mois, il arrive à mettre ce corps en état de servir avec distinction dans la désastreuse campagne de 1799. Enfermé dans Peschiera, il déploie une énergie telle que longtemps, il empêcha la capitulation. Lorsqu'enfin elle a lieu, le 6 mai, le général Souvorov, furieux des obstacles que lui a opposés le chef de l'artillerie, veut séparer son sort de celui de la garnison. Le grand-duc Constantin ne permet pas cette inique dérogation aux lois de la guerre, et au commencement de 1800 Guillaume prend le commandement de l'artillerie de l'aile droite de l'armée française. 
Promu colonel le 19 juillet, après Marengo, il est une fois encore chargé de la réorganisation de l'artillerie de l’armée italienne. Il fait sous le général Dupont la campagne de Toscane, et reçoit le 10 juillet 1801, le titre de directeur général du corps formé par ses soins. L’année suivante, il rédige, avec l'approbation du premier consul, les bases du système de défense à adopter par l'Italie. Enfin il a en 1803, la nouvelle mission de donner une organisation définitive à l'artillerie italienne à laquelle l'Autriche avait été forcée de céder un matériel considérable. Le 10 août 1804, il est nommé membre de la commission de législation militaire.

### Début de l'Empire
Le 18 juin 1806, il prend le commandement du parc d'artillerie de campagne de l'armée française d'Italie, et le commandement de la place de Pavie. En 1807, il se rend auprès des beys de la Bosnie et des pachas de Scutari et de Janina, réussit à faire échouer une expédition anglaise, à créer deux forteresses importantes à Janina et à Préveza, et cependant, malgré la série de services rendus, il n'obtient aucun avancement. Fatigué de ce déni de justice, qu'il attribue à sa position dans l'artillerie, il demande à servir dans les troupes de ligne. En qualité d'adjudant général, il prend une part glorieuse aux batailles de Sacile et de Raab. Les services distingués qu'il a rendus pendant cette campagne lui valent le grade de général de brigade, le titre de baron du royaume d'Italie et une dotation en Tirol.

### Campagne de Russie
En 1812, le général Guillaume de Vaudoncourt reçoit le commandement d'une des brigades de la division commandée par le général Domenico Pino dans le 4e corps commandé par le prince Eugène. Le 10 décembre, à Vilna, il est fait prisonnier par les Russes, il était à moitié mort du typhus. Heureusement pour lui, le grand-duc Constantin lui envoie son propre médecin, et le fait transporter dans sa maison de campagne, à Streina, près de Saint-Pétersbourg.

### Première Restauration
Lors de la première Restauration, bien qu’ayant été fait chevalier de Saint-Louis le 13 novembre 1814, Frédéric Guillaume de Vaudoncourt est mis à la retraite dans le grade de maréchal de camp (général de brigade). Il fait paraître chez Barrois sa Relation impartiale du passage de la Bérézina par l'armée française en 1812. Son livre obtient un vif succès et est maintes fois réédité par la suite.[réf. nécessaire]

### Cents-Jours
Pendant les Cent-Jours, Frédéric Guillaume est prompt à reprendre du service. Après une entrevue avec l’Empereur aux Tuileries, il demande à être chargé de l'organisation de la Garde nationale et des fédérés de la Moselle. 
Il travaille activement à la formation de ses corps et les Messins le portent à la présidence de la confédération de Moselle. Ses actions à Metz, sa pugnacité à attendre le dernier moment pour proclamer le retour de Louis XVIII, sa résistance à nuire aux manœuvres royalistes, lui vaudront une condamnation à mort par contumace le 19 septembre 1816 pour : « avoir fait partie d’un complot qui a existé dans la nuit du 13 au 14 juillet 1815 dont le but était d’exciter les citoyens à la désobéissance contre l’autorité légitime et de s’armer les uns contre les autres, pour porter la dévastation, le massacre et le pillage dans la ville de Metz et pour s’emparer sans droit ni motifs légitimes du commandement de la place. » Ne désirant pas succomber au fer de la Terreur Blanche, une vie de proscription s’ouvre à lui.

### Exil
Après un court passage à Londres, puis à Bruxelles, le général Guillaume s’installe auprès du prince Eugène à Munich, où il rédige l’histoire de la campagne d’Italie de 1813. Haut placé dans la hiérarchie maçonnique, le général côtoie toutes les élites libérales du moment. Quand éclatent les événements de Naples en 1820 et ceux de Turin en 1821, il propose au prince Eugène l’idée d’un plan qui allait le mettre à la tête des forces militaires du nouveau gouvernement piémontais et tenter le rétablissement du ci-devant royaume d’Italie en faveur du vice-roi. Le général de Vaudoncourt se rend donc, muni des pleins pouvoirs du prince à Turin, et obtient le commandement général de l’armée piémontaise. Cependant, cette armée est trop faible numériquement et d’une organisation impossible. Les Piémontais sont vaincus lors de la bataille de Novare le 8 avril 1821. Le général Guillaume de Vaudoncourt gagne Gênes pour s’embarquer vers l’Espagne, alors en pleine révolution constitutionnelle. 
Après s’être installé à Barcelone, puis à Valence ; il est compromis par les manœuvres de Claude-François Cugnet de Montarlot (1778-1824) et du général Rafael del Riego, qui cherchaient à soulever les troupes françaises installées sur les Pyrénées. Innocenté, il quitte Valence, pour Alicante et Séville. En relation constante avec les principaux chefs de la révolution, notamment les comuneros, il assiste à expédition d'Espagne menée par le duc d’Angoulême. De nouveau, le général doit s’enfuir face aux succès royalistes. Il trouve refuge à Londres, où il tente de subsister en se lançant dans le commerce.

### Retour en France
Le 25 mai 1825, à l’occasion du sacre de Charles X, l'amnistie lui rouvre les portes de la France. II se hâte d'y revenir, mais il ne peut obtenir d'être reconnu pour le traitement de réforme dans le grade de lieutenant-général. En 1821, il avait été atteint par la mort civile, en sorte que les héritiers d'un premier lit avaient pu le dépouiller de son héritage paternel. En 1826, il perdit sa mère, et ces mêmes enfants se firent attribuer encore ce patrimoine. Il ne lui resta d'autre ressource que celle de ses travaux littéraires. Il fonde à cette époque le Journal des sciences militaires. 
La révolution de 1830 trouve dans le général Guillaume de Vaudoncourt un chaud partisan. Il se met à la tête de l’insurrection dans les quartiers du Roule et des Tuileries. Nommé en août au commandement du Finistère, menacé d'une levée de boucliers légitimistes, il passe en 1831 dans la Charente. Le gouvernement de Louis-Philippe lui refusant le grade de général de division, Guillaume de Vaudoncourt devient le plus ancien brigadier du royaume. Il est fait chevalier de la Légion d’honneur le 21 mars 1831.
Désappointé par l’ingratitude de l’administration, il demande sa retraite et l’obtient en 1832. Il ne lui reste d’autre ressource que celle des travaux littéraires. Le général Guillaume meurt à Passy, le 2 mai 1845, après une longue maladie. Sa femme dépensera le peu d’argent que possédait le couple pour les funérailles. Ensuite, elle reprendra la quête de son mari auprès de l’administration pour obtenir une pension ou « un bureau de tabac ». En 1848, elle n’avait ni l’un, ni l’autre et vivait dans la plus grande détresse.  

## Œuvres
Homme cultivé et combattant de la liberté, le général Frédéric Guillaume de Vaudoncourt a laissé ses Mémoires (Quinze années d’un proscrit), dans lesquels il retrace avec talent son itinéraire atypique, celui d’un soldat de la République devenu général de Napoléon, poursuivant sa quête libérale à travers tout le continent.
Il est l’auteur d’un très grand nombre d’ouvrages militaires, notamment :
- Histoire des campagnes d’Annibal en Italie pendant la deuxième guerre Punique, suivie d’un abrégé de la tactique des Romains et des Grecs, et enrichie de plans et de cartes topographiques, etc. Milan, Impr. royale, 1812. 3 vol. in-4, cartes, plans.
- Relation impartiale du passage de la Bérézina par l'armée française en 1812, par un témoin oculaire, Paris, Barrois l'aîné, 1814, 48 p. et carte.
- Mémoires pour servir à l'histoire de la guerre entre la France et la Russie en 1812… par un officier de l'état-major de l'armée française, Londres, Deboffe, 1815, 2 vol. in-4°, dont un atlas.
- Memoirs on the Ionian Islands, Considered in a Commercial, Political, and Military Point of View; in Which Their Advantages of Position Are Described, as Well as Their Relations with the Greek Continent, including the Life and Character of Ali Pacha, the Present Ruler of Greece; Together […] Translated from the Original MS. by W. Walton. London, 1816.
- Histoire des campagnes d'Italie en 1813 et 1814, avec un atlas militaire, Londres, T. Egerton, 1817, In-4.
- Histoire de la guerre soutenue par les Français en Allemagne en 1813, Paris, Barrois aîné, 1819, 2 tomes en 1 vol. in-4°, dont un atlas.
- Histoire des campagnes de 1814 et 1815 en France, Paris, chez A. de Gastel, 1826, 5 vol.
  - tome 1
  - tome 2
  - tome 3
  - tome 4
- Histoire politique et militaire du prince Eugène Napoléon, Paris, P. Mongie, 1828, 2 vol. in-8°, portr., pl., cartes et plans.
- De la Législation militaire dans un état constitutionnel, J. Corréard jeune, 1829, in-8°.
- polska 1831 r., przez jenerała Vaudoncourt, tłumaczenie wykonał…, J.-B. Ostrowski.… Paryz, w ksie garni polskiej, 1836, In-12, 54 p. [La guerre de Pologne en 1831.]
- Lettre écrite à M. le maréchal ministre de la guerre, par le général Guillaume de Vaudoncourt, [7 décembre 1832.] Paris, impr. de Herhan, (s. d.), In-8°, 20 p.
- Mémoire pour le général Guillaume de Vaudoncourt, proscrit et condamné à mort en suite des événements des cent-jours, réclamant l'arriéré de son traitement… [Suivi d'une consultation signée : Champion de Villeneuve père, A. Bruzard.]  (Paris), impr. de H. Dupuis, (1832), In-8°, 24 p.
- Quinze Années d'un proscrit, Paris, Dufey, 1835, 4 vol. in-8 °. *Mémoires d’un proscrit, Cahors, La Louve Éditions,  2012, 2 vol, ré-édition de “Quinze années d’un proscrit”.

## Sources
- (en) « Generals Who Served in the French Army during the Period 1789 - 1814: Eberle to Exelmans »
- Thierry Pouliquen, « Les généraux français et étrangers ayant servis [sic] dans la Grande Armée » (consulté le 1er janvier 2014)
- « Cote LH/1235/46 », base Léonore, ministère français de la Culture
- F. Thierry: Notice sur le Général Baron Frédéric-François Guillaume de Vaudoncourt. Faubourg St-Germain, Paris 1846.

- Notices d'autorité :   - VIAF
  - ISNI
  - BnF (données)
  - IdRef
  - LCCN
  - GND
  - Belgique
  - Pays-Bas
  - Pologne
  - Israël
  - NUKAT
  - Tchéquie
  - Portugal
  - Grèce
  - WorldCat
- Ressource relative à la vie publique :   - base Léonore
- Notice dans un dictionnaire ou une encyclopédie généraliste :   - Deutsche Biographie